# タダイマ!
『タダイマ!』は、2020年9月28日から、RKB毎日放送で毎週月曜日 - 金曜日の15:40 - 19:00に放送中の報道・情報番組。

## 概要
2003年6月30日から放送されていた『今日感テレビ』を「一つの節目を迎えた」として2020年9月18日で終了させた上で、一部の時間帯（13:55 - 15:40）に臨時ネットを実施していた『ゴゴスマ -GO GO!Smile!-』（CBCテレビ制作）の常時ネット化を機にスタート。初代のMCには、『今日感テレビ』から田畑竜介、ローカルニュースパートの『今日感ニュース』から池尻和佳子（いずれもRKBアナウンサー）を起用した。
RKBでは、当番組の役割について、「『ゴゴスマ』で網羅した全国の話題を『福岡目線』で深く掘ったり、九州の旬な話題を送ったりすることで、『ゴゴスマ』との一体感を出す」との見解を示している。なお、『今日感テレビ』の後期には『Nスタ』（TBSテレビ制作）から第0部・第1部（いずれも任意ネットパート）と第2部のJNN全国ネットニュースパートを内包していたが、当番組内では2021年7月9日まで全国ニュースパートのみ同時ネットを継続。しかし、翌週（12日）から2022年3月25日までは同時ネットの時間帯を、第1部の一部（16:50 - 17:20頃）と第3部の一部（18:48頃 - 18:54頃）に拡大した。
2022年3月28日からは全国ニュースパートのみの同時ネットに戻ったが、2024年4月1日からは再度第1部全編と第2部の「Ｎスタニュースランキング」（18:45 ‐ 18:54頃）の同時ネットを開始した。
また、2021年3月末以降当番組ではカスタム時刻表示が導入され、番組ロゴ入りの手書き風書体のフォントに緑の座布団付きのデザインが採用されている。
2022年3月28日（月曜日）からは、主にスポーツ中継へ出演していた宮脇憲一と、『今日感テレビ』で一時MCを務めていた本庄麻里子（いずれもRKBアナウンサー）がMCを担当。田畑とともに初代MC（18時台坂田周大のサブキャスターも兼務）を担当した池尻は、坂田の後任として当番組内のニュースキャスターを担当。また、ローカルパートで放送する企画のリニューアルへ踏み切った。宮脇は田畑の後任で、当番組のMCへの起用を機にスポーツの担当から離脱。田畑は同日から、ラジオ部門（RKBラジオ）のパーソナリティとして『田畑竜介GrooooowUP』（月 - 木曜日早朝の生ワイド番組）を新たに担当している。

## 主な出来事
- 2020年9月28日に放送を開始[2]。
- 2020年11月23日には、『ゴゴスマ』の特番『ゴゴスマ祝日特別編 オラが地域で今コレが熱いぞSP』[注 3]の中で、田畑が『ゴゴスマ』レギュラーの石井亮次・大久保佳代子と共に福岡市内のグルメスポットを練り歩く企画が放送された。
- 2021年10月31日には、『選挙の日2021 太田光と問う!私たちのミライ』（19:57 - 翌2:00〈途中中断あり〉・第49回衆議院議員総選挙の開票特別番組）の一部を差し替える形で福岡のスタジオから福岡・佐賀の開票速報を放送。当番組MCの田畑と池尻が司会、ニュース担当の坂田が開票速報キャスターをそれぞれ担当。また、コメンテーターとして与良正男（毎日新聞論説室専門編集委員）と山根小雪（日経BP・日経エネルギーNext編集長）が出演した。
- 2022年3月25日、番組開始当初からMCを務めていた田畑が番組を卒業。
- 2022年5月27日から金曜日のみ、18:15から天気ループを表示。
- 2024年4月1日、番組がリニューアルされ、『Nスタ』のネット枠が16:50 - 18:15に拡大された。（それまでは17:50 - 18:15）。

## 放送時間・内包番組
| 期間      | 期間      | 放送時間（JST）        | 内包番組                |
| 期間      | 期間      | 月 - 金曜日            | 内包番組                |
| --------- | --------- | ---------------------- | ----------------------- |
| 2020.9.28 | 2024.3.29 | 15:40 - 19:00（200分） | Nスタ （17:50 - 18:15） |
| 2024.4.1  | 現在      | 15:40 - 19:00（200分） | Nスタ （16:50 - 18:15） |

放送時間に関する備考
- 福岡・佐賀ローカルパートの時間帯に「JNN報道特別番組」（『Nスタ』ベースの全国ネット番組、或いはCS放送、インターネット配信の『TBS NEWS』ベースのサイマルネット番組）が組まれる場合には、当番組へ内包せず、単独番組扱いで編成する。
- 祝日や振替休日の13:55以降で特別編成（プロ野球中継・S☆1 BASEBALL HAWKS Liveやゴルフ・ほけんの窓口レディース、クロスカントリー日本選手権、九州実業団毎日駅伝など）を組む場合、当番組は16時台や17時台が休止となることがある。
- 『プロ野球ドラフト会議』開催日（2020年以外は毎年10月の第3または第4木曜日、同年のみ10月26日＝月曜日）は17時台にTBSテレビ制作の中継番組を17時台に放送（同局が2009年から開催日に『Nスタ・第1部』を差し替えた[注 4] うえで全国ネット向けに中継）するため、17時台を休止し、16時台と18時台に分断される形での放送となっている。18時台の福岡・佐賀ローカルパートと『Nスタ・第2部』のJNN全国ニュースパートについては、臨時に『タダイマ!第3部・Nスタ』に番組タイトルを改題した上で放送する。
- 年末年始は、12月下旬（主に12月29日 - 31日）や1月上旬（主に正月三が日）は、キー局のTBSテレビが日中も含めた年末年始の特別編成を組む事から、当番組が全編休止となるため、上記期間の福岡・佐賀地区のローカルニュース・天気予報は、『Nスタ（年末年始短縮版）』や『報道の日・JNNニュース』（12月30日の夕方のみ）内のローカル枠で放送する。
- 当番組放送日に、緊急、重大ニュースなどで『ゴゴスマ』を臨時でフルネットする場合、当番組は15:49開始になる場合がある[注 5]。
- 2021年7月12日から2022年3月25日まで、TBSテレビ制作の『Nスタ・第1部』（16:50 - 17:20頃）と『Nスタ・第2部』の『Nスタ News Clip』（18:48頃 - 18:54頃）が全国ニュースとして同時ネットで放送された。

## 出演者
※表記がない人物は、RKB毎日放送アナウンサー（出演当時も含む）。

### 現在（2025年3月31日 - ）
| 月曜日                  | 火曜日                            | 水曜日                                                               | 木曜日                                           | 金曜日                                                                            |
| MC                      | MC                                | MC                                                                   | MC                                               | MC                                                                                |
| ----------------------- | --------------------------------- | -------------------------------------------------------------------- | ------------------------------------------------ | --------------------------------------------------------------------------------- |
| 宮脇憲一                |                                   |                                                                      |                                                  |                                                                                   |
| 池尻和佳子              | 池尻和佳子                        | 池尻和佳子                                                           | 池尻和佳子                                       | 本田奈也花                                                                        |
| フィールドキャスター    |                                   |                                                                      |                                                  |                                                                                   |
| 本田奈也花              | 本田奈也花                        | 本田奈也花                                                           | 本田奈也花                                       | 武田伊央                                                                          |
| 気象キャスター          |                                   |                                                                      |                                                  |                                                                                   |
| 横尾慎哉                | 横尾慎哉                          | 龍山康朗                                                             | 龍山康朗                                         | 龍山康朗                                                                          |
| コメンテーター          |                                   |                                                                      |                                                  |                                                                                   |
| 松田丈志 （元競泳選手） | 神野元基 （東明館学園校長）       | 神戸金史 （RKB解説委員長） 佐々木久美子 （グルーヴノーズ取締役会長） | 徳原聖雨（弁護士）                               | 谷口真由美 （法学者） 本村有希子 （同志社大学特別客員教授） 瀬川聡 （河合塾講師） |
| レギュラー出演者        |                                   |                                                                      |                                                  |                                                                                   |
| 秋本ゆかり （タレント） | 小野口奈々 （フリーアナウンサー） | 小野口奈々 （フリーアナウンサー）                                    | 秋本ゆかり （タレント） 基俊介 （IMP.・VTR出演） | 武田早絵 （中継）                                                                 |
| スポーツキャスター      |                                   |                                                                      |                                                  |                                                                                   |
| 井口謙                  | 植草峻                            | 橋本由紀                                                             | 茅野正昌（隔週） 櫻井浩二（隔週）                | 高見心太朗                                                                        |

スペシャルゲスト
| 放送日         | ゲスト                                      | 備考                     |
| -------------- | ------------------------------------------- | ------------------------ |
| 2020年 9月28日 | 松重豊（俳優）                              | 初回ゲスト               |
| 10月29日       | 須田邦裕（俳優）                            |                          |
| 12月7日        | 井上芳雄（俳優）                            |                          |
| 2021年 12月2日 | 古澤巌（ヴァイオリニスト）                  |                          |
| 2022年 4月13日 | ウエンツ瑛士（タレント）                    |                          |
| 5月18日        | 手越祐也（歌手）                            |                          |
| 6月6日         | 間寛平（お笑いタレント）                    |                          |
| 7月7日         | 大友康平（歌手）                            |                          |
| 7月15日        | 梅田彩佳（タレント）                        |                          |
| 8月30日        | 石橋凌（俳優）                              |                          |
| 9月21日        | YOASOBI（音楽ユニット）                     |                          |
| 10月12日       | クロちゃん（お笑い芸人）                    |                          |
| 10月28日       | 木村昴（声優）                              |                          |
| 11月3日        | 三谷幸喜（劇作家）                          |                          |
| 11月8日        | 波田陽区（お笑いタレント） 石井竜也（歌手） | モニタリング（石井竜也） |
| 12月8日        | 小沢仁志（俳優） かたせ梨乃（女優）         | BAD CITY                 |

### 過去
- 田畑竜介（月 - 金） - MC
- 坂田周大（月 - 金） - ニュースキャスター
- 佐藤巧（金） - 同上
- 三好ジェームス（月）
- 辻満里奈（火・水・金）
- 武田伊央（木）
- 武田早絵（金）
- 小林チカ（金） - 気象キャスター
- 浜崎陽一郎（実業家、火） - レギュラー
- 和栗百恵（福岡女子大学国際文理学環境科学科准教授、水） - コメンテーター
- 東国原英夫（政治評論家、火）
- 染矢すみれ
- 藤本一精
- 本庄麻里子
- 高田課長
- コンバット満
- ゴリけん
- 土居祥平（土居上野）
- 矢野ペペ（パラシュート部隊）
- 服部さやか（タレント）
- たける（歌手）

## タイムテーブル

### 2024年4月1日 -
| 時刻                                                                       | 放送内容                    | 備考                                                                                |
| -------------------------------------------------------------------------- | --------------------------- | ----------------------------------------------------------------------------------- |
| 15:40:00                                                                   | 今日の予告                  | 『ゴゴスマ -GO GO!Smile!-』からステーションブレイク無しで接続している。             |
| 15:44頃                                                                    | オープニング                |                                                                                     |
| 15:45頃                                                                    | イマトピ                    | スタジオから福岡佐賀エリア・全国ニュースを伝える。                                  |
| 16:10頃                                                                    | 曜日別コーナー              |                                                                                     |
| 16:22頃                                                                    | スポーツ                    |                                                                                     |
| 16:30頃                                                                    | バリBuzz                    |                                                                                     |
| 16:44頃                                                                    | 天気予報                    | 福岡・佐賀の天気を詳しく伝える。                                                    |
| 16:48頃                                                                    | 18時台予告・メッセージ紹介  |                                                                                     |
| （16:50 - 18:15は『Nスタ』第1部・第2部〈全国ニュース〉を内包するため中断） |                             |                                                                                     |
| 18:15:00                                                                   | 18時台オープニング          | 『Nスタ』からステーションブレイク無しで接続している。金曜日はここから天気ループ表示 |
| 18:15頃                                                                    | ニュース                    |                                                                                     |
| 18:25頃                                                                    | 特集                        |                                                                                     |
| 18:40頃                                                                    | 天気予報                    |                                                                                     |
| 18:45                                                                      | 『Nスタニュースランキング』 | TBSテレビと同時ネット。18:54頃まで放送。                                            |
| 18:54頃                                                                    | スポーツ                    |                                                                                     |
| 18:59頃                                                                    | エンディング                |                                                                                     |
| 19:00:00                                                                   | 番組終了                    |                                                                                     |

### 2023年7月31日 - 2024年3月29日
| 時刻                                                                | 放送内容                    | 備考                                                                        |
| ------------------------------------------------------------------- | --------------------------- | --------------------------------------------------------------------------- |
| 15:40:00                                                            | 今日の予告                  | 『ゴゴスマ -GO GO!Smile!-』からステーションブレイク無しで接続している。     |
| 15:44頃                                                             | オープニング                |                                                                             |
| 15:45頃                                                             | ギュッとNEWS                | スタジオから福岡佐賀エリア・全国ニュースを伝える。                          |
| 16:10頃                                                             | コレ9                       |                                                                             |
| 16:25頃                                                             | 曜日別コーナー              |                                                                             |
| 17:00頃                                                             | ニュース                    | スタジオから福岡佐賀エリア・全国ニュースを伝える。                          |
| 17:15頃                                                             | エリアの話題                |                                                                             |
| 17:25頃                                                             | スポーツ                    |                                                                             |
| 17:35頃                                                             | 天気予報                    |                                                                             |
| 17:46頃                                                             | 18時台予告・メッセージ紹介  |                                                                             |
| （17:50 - 18:15は『Nスタ』第2部〈全国ニュース〉を内包するため中断） |                             |                                                                             |
| 18:15:00                                                            | 18時台オープニング          | 『Nスタ』からステーションブレイク無しで接続している。ここから天気ループ表示 |
| 18:15頃                                                             | ニュース                    |                                                                             |
| 18:27頃                                                             | 特集                        | R調査班の日もある。                                                         |
| 18:37頃                                                             | 天気予報                    |                                                                             |
| 18:45                                                               | 『Nスタニュースランキング』 | TBSテレビと同時ネット。18:54頃まで放送。                                    |
| 18:54頃                                                             | スポーツ                    |                                                                             |
| 18:59頃                                                             | エンディング                |                                                                             |
| 19:00:00                                                            | 番組終了                    |                                                                             |

### 2023年4月3日 - 2023年7月28日
| 時刻                                                                | 放送内容           | 備考                                                                        |
| ------------------------------------------------------------------- | ------------------ | --------------------------------------------------------------------------- |
| 15:40:00                                                            | 今日の予告         | 『ゴゴスマ -GO GO!Smile!-』からステーションブレイク無しで接続している。     |
| 15:44頃                                                             | オープニング       |                                                                             |
| 15:45頃                                                             | ギュッとNEWS       | スタジオから福岡佐賀エリア・全国ニュースを伝える。                          |
| 16:10頃                                                             | 曜日別機動中継     |                                                                             |
| 16:35頃                                                             | 曜日別コーナー     |                                                                             |
| 17:00頃                                                             | ニュース           | スタジオから福岡佐賀エリア・全国ニュースを伝える。                          |
| 17:15頃                                                             | エリアの話題       |                                                                             |
| 17:35頃                                                             | 18時台予告         |                                                                             |
| 17:40頃                                                             | 天気予報           |                                                                             |
| （17:50 - 18:15は『Nスタ』第2部〈全国ニュース〉を内包するため中断） |                    |                                                                             |
| 18:15:00                                                            | 18時台オープニング | 『Nスタ』からステーションブレイク無しで接続している。ここから天気ループ表示 |
| 18:15頃                                                             | ニュース           |                                                                             |
| 18:25頃                                                             | 特集               |                                                                             |
| 18:40頃                                                             | 天気予報           |                                                                             |
| 18:50頃                                                             | スポーツ           |                                                                             |
| 18:59頃                                                             | エンディング       |                                                                             |
| 19:00:00                                                            | 番組終了           |                                                                             |

### 2022年7月11日 - 2023年3月31日
| 時刻                                                                | 放送内容           | 備考                                                                        |
| ------------------------------------------------------------------- | ------------------ | --------------------------------------------------------------------------- |
| 15:40:00                                                            | 今日の予告         | 『ゴゴスマ -GO GO!Smile!-』からステーションブレイク無しで接続している。     |
| 15:44頃                                                             | オープニング       |                                                                             |
| 15:45頃                                                             | ギュッとNEWS       | スタジオから福岡佐賀エリア・全国ニュースを伝える。                          |
| 16:20頃                                                             | 曜日別機動中継     |                                                                             |
| 16:35頃                                                             | 曜日別コーナー     |                                                                             |
| 16:50頃                                                             | 特集               |                                                                             |
| 17:05頃                                                             | エリアの話題       |                                                                             |
| 17:25頃                                                             | ニュース           | スタジオから福岡佐賀エリア・全国ニュースを伝える。                          |
| 17:35頃                                                             | ドローカルJapon    |                                                                             |
| 17:40頃                                                             | 天気予報           |                                                                             |
| 17:49頃                                                             | 18時台予告         |                                                                             |
| （17:50 - 18:15は『Nスタ』第2部〈全国ニュース〉を内包するため中断） |                    |                                                                             |
| 18:15:00                                                            | 18時台オープニング | 『Nスタ』からステーションブレイク無しで接続している。ここから天気ループ表示 |
| 18:15頃                                                             | ニュース           |                                                                             |
| 18:25頃                                                             | 特集               |                                                                             |
| 18:40頃                                                             | 天気予報           |                                                                             |
| 18:50頃                                                             | ニュース           |                                                                             |
| 18:59頃                                                             | エンディング       |                                                                             |
| 19:00:00                                                            | 番組終了           |                                                                             |

### 2022年3月28日 - 2022年7月8日
| 時刻                                                                | 放送内容           | 備考                                                                        |
| ------------------------------------------------------------------- | ------------------ | --------------------------------------------------------------------------- |
| 15:40:00                                                            | 今日の予告         | 『ゴゴスマ -GO GO!Smile!-』からステーションブレイク無しで接続している。     |
| 15:44頃                                                             | オープニング       |                                                                             |
| 15:45頃                                                             | ギュッとNEWS       | スタジオから福岡佐賀エリア・全国ニュースを伝える。                          |
| 16:20頃                                                             | 曜日別機動中継     |                                                                             |
| 16:35頃                                                             | エリアの話題       |                                                                             |
| 16:50頃                                                             | 特集               |                                                                             |
| 17:05頃                                                             | 曜日別コーナー     |                                                                             |
| 17:20頃                                                             | まいにち家事ラク   |                                                                             |
| 17:35頃                                                             | ニュース           | スタジオから福岡佐賀エリア・全国ニュースを伝える。                          |
| 17:40頃                                                             | 天気予報           |                                                                             |
| 17:49頃                                                             | 18時台予告         |                                                                             |
| （17:50 - 18:15は『Nスタ』第2部〈全国ニュース〉を内包するため中断） |                    |                                                                             |
| 18:15:00                                                            | 18時台オープニング | 『Nスタ』からステーションブレイク無しで接続している。ここから天気ループ表示 |
| 18:15頃                                                             | ニュース           |                                                                             |
| 18:25頃                                                             | 特集               |                                                                             |
| 18:40頃                                                             | 天気予報           |                                                                             |
| 18:50頃                                                             | ニュース           |                                                                             |
| 18:59頃                                                             | エンディング       |                                                                             |
| 19:00:00                                                            | 番組終了           |                                                                             |

### 2021年7月12日 - 2022年3月25日
| 時刻                                                                | 放送内容             | 備考                                                                    |
| ------------------------------------------------------------------- | -------------------- | ----------------------------------------------------------------------- |
| 15:40:00                                                            | 今日の予告           | 『ゴゴスマ -GO GO!Smile!-』からステーションブレイク無しで接続している。 |
| 15:44頃                                                             | オープニング         |                                                                         |
| 15:45頃                                                             | 345注目ニュース      | スタジオから福岡佐賀エリア・全国ニュースを伝える。                      |
| 15:55頃                                                             | 特集                 |                                                                         |
| 16:15頃                                                             | バリBuzz             |                                                                         |
| 16:25頃                                                             | 曜日別コーナー       |                                                                         |
| 16:50                                                               | 『Nスタ』第1部       | TBSテレビと同時ネット。17:20頃まで放送。                                |
| 17:20頃                                                             | エリアの話題         |                                                                         |
| 17:35頃                                                             | まいにち家事ラク     |                                                                         |
| 17:40頃                                                             | 天気予報             |                                                                         |
| 17:45頃                                                             | Pretty Kids          |                                                                         |
| 17:49頃                                                             | 18時台予告           |                                                                         |
| （17:50 - 18:15は『Nスタ』第2部〈全国ニュース〉を内包するため中断） |                      |                                                                         |
| 18:15:00                                                            | 18時台オープニング   | 『Nスタ』からステーションブレイク無しで接続している。                   |
| 18:15頃                                                             | ニュース             |                                                                         |
| 18:35頃                                                             | 天気予報             |                                                                         |
| 18:45頃                                                             | スポーツ             | 三好ジェームスが伝える『Jリポ』を不定期で放送。                         |
| 18:49                                                               | 『Nスタ NewsClip』   | TBSテレビと同時ネット。18:54頃まで放送。                                |
| 18:54頃                                                             | ニュース             |                                                                         |
| 18:57頃                                                             | カラフルハイスクール |                                                                         |
| 18:59頃                                                             | エンディング         |                                                                         |
| 19:00:00                                                            | 番組終了             |                                                                         |

### 2021年3月29日 - 2021年7月9日
| 時刻                                                                | 放送内容           | 備考                                                                    |
| ------------------------------------------------------------------- | ------------------ | ----------------------------------------------------------------------- |
| 15:40:00                                                            | 今日の予告         | 『ゴゴスマ -GO GO!Smile!-』からステーションブレイク無しで接続している。 |
| 15:44頃                                                             | オープニング       |                                                                         |
| 15:45頃                                                             | ニュース           | スタジオから福岡佐賀エリア・全国ニュースを伝える。                      |
| 15:55頃                                                             | 曜日別コーナー     |                                                                         |
| 16:20頃                                                             | バリBuzz           |                                                                         |
| 16:30頃                                                             | 特集               |                                                                         |
| 16:45頃                                                             | 曜日別機動中継     |                                                                         |
| 17:00頃                                                             | ニュース           | スタジオから県内・全国ニュースを伝える。                                |
| 17:40頃                                                             | 天気予報           |                                                                         |
| 17:49頃                                                             | 18時台予告         |                                                                         |
| （17:50 - 18:15は『Nスタ』第2部〈全国ニュース〉を内包するため中断） |                    |                                                                         |
| 18:15:00                                                            | 18時台オープニング | 『Nスタ』からステーションブレイク無しで接続している。                   |
| 18:15頃                                                             | やさしいニュース   |                                                                         |
| 18:35頃                                                             | スポーツ           | 三好ジェームスが伝える『Jリポ』を不定期で放送。                         |
| 18:45頃                                                             | 天気予報           |                                                                         |
| 18:50頃                                                             | ニュース           |                                                                         |
| 18:58頃                                                             | Pretty Kids        |                                                                         |
| 18:59頃                                                             | エンディング       |                                                                         |
| 19:00:00                                                            | 番組終了           |                                                                         |

### 2020年9月28日 - 2021年3月26日
| 時刻                                                                | 放送内容           | 備考                                                                    |
| ------------------------------------------------------------------- | ------------------ | ----------------------------------------------------------------------- |
| 15:40:00                                                            | オープニング       | 『ゴゴスマ -GO GO!Smile!-』からステーションブレイク無しで接続している。 |
| 15:43頃                                                             | ニュース           | スタジオから福岡佐賀エリア・全国ニュースを伝える。                      |
| 15:50頃                                                             | 機動中継           |                                                                         |
| 16:05頃                                                             | 特集               |                                                                         |
| 16:35頃                                                             | スポーツ           | 三好ジェームスが伝える『Jリポ』を不定期で放送。                         |
| 16:50頃                                                             | 曜日別機動中継     |                                                                         |
| 17:05頃                                                             | ニュース           | スタジオから福岡佐賀エリア・全国ニュースを伝える。                      |
| 17:35頃                                                             | バリBuzz           |                                                                         |
| 17:40頃                                                             | 天気予報           |                                                                         |
| 17:49頃                                                             | 18時台予告         |                                                                         |
| （17:50 - 18:15は『Nスタ』第2部〈全国ニュース〉を内包するため中断） |                    |                                                                         |
| 18:15:00                                                            | 18時台オープニング | 『Nスタ』からステーションブレイク無しで接続している。                   |
| 18:15頃                                                             | 曜日別コーナー     |                                                                         |
| 18:40頃                                                             | 天気予報           |                                                                         |
| 18:45頃                                                             | スポーツ           |                                                                         |
| 18:50頃                                                             | ニュース           |                                                                         |
| 18:58頃                                                             | Pretty Kids        |                                                                         |
| 18:59頃                                                             | エンディング       |                                                                         |
| 19:00:00                                                            | 番組終了           |                                                                         |

## 主なコーナー

### 現在（2024年4月1日 - ）
- イマトピ（帯企画）
- デンゴン!（帯企画）
- バリBUZZ（帯企画）
- R調査班（随時）
- 現場GO!（随時）
- ゴールゲッツ!（月）
- 今日もカイチョー佑京くん（火）
- スポーツ大百科（水）
- ハシモトゆきます!（木）
- #イマ推し（金）
- 今週のスポットライト（金）
- これ、テストに出ませんが…（不定期）

### 過去
- Jリポ（不定期）
- 坂田のキニナルニュース（帯企画）
- やさしいニュース（帯企画）
- pretty kids（帯企画）
- 暮らしSwitch（帯企画）
- ドローカルJapon（帯企画）
- カラフルハイスクール（帯企画）
- “FUKUOKA”魅力再発見（月）
- 福岡市営地下鉄の沿線中継（月）
- 教えて! 目利きさん（月）
- 潜入! ファクトリー（月）
- みんな爪出していこうぜ!（火）
- 井口謙のやらせてください（火）
- 福岡さきっちょ☆チェケラッチョ（火）
- 観光地応援ポッキリリゾート（火）
- 家事ラク（火）
- 観光課長土居（水）
- プライスどれでSHOW（水）
- どっち!? 売れ筋No.1（水）[注 6]
- BOOOOM!（水）
- てのしごと（水）
- 花鳥風月投稿ピクチャーズ（水）
- 天神4（木）
- 福岡Takeout3（木）
- おたすけ バリうま! ごはん（木）
- コスト講座（木）
- 福岡ITTOKO（木）
- 週末タダイマ! 市（木）
- 産直! 旬さんぽ（木）
- 高田監督のセンチメンタル倶楽部（木）
- キャラフルハイスクール（木）
- “SAGA”魅力再発見（金）
- サシめし福岡（不定期）
- 47都道府県制覇お取り寄せ県民メシ（不定期）
- ミシュランシェフの無人島開拓記（不定期）
- ハマコレ!（不定期）
- あなたの自慢のキャンプギア見せてください！（不定期）
- やまプリ（不定期）[注 7]
- ギュッとNEWS（帯企画）
- コレ9（火 - 金）[注 7]
- 高田課長のJOB×3（月）
- 買いもの番長（月）
- FUKUOKA自慢グランプリ（月）
- KEN'S DISH（月）
- ゴリ賢者（火）
- アニマルゴリ図鑑（火）
- ゴリけんのお・も・て・な・しWelcome to 福岡（火）
- 火曜日のゴリけん（火）
- ベリー早押しクイズ ぶっちゃけてん!（水）
- カレー探偵たける（木）[注 7]
- ととのいMAP（木）
- Why Fukuoka Peopie!?（木）
- おうちアップデート企画（金）[注 8]
- コンタカの旅みくじ（金）
- 出動! 宮脇が行く（不定期）

## テーマソング
| 期間      | 期間      | 曲名      | 作曲   | 備考  |
| --------- | --------- | --------- | ------ | ----- |
| 2020.9.28 | 2024.3.29 | タダイマ! | コ太朗 | [ 9 ] |